# Herman ter Welle
Herman ter Welle (Hengelo, 2 juni 1935 – Bosch en Duin, 4 november 2015) was een Nederlands evangelist en voorganger. Hij werd vooral bekend als oprichter en leider van In de Ruimte.

## Biografie
De vader van Ter Welle overleed toen hij vier jaar was. In zijn jeugd kampte Ter Welle met zware astma. Hij groeide op in Hengelo, maar verhuisde later naar Soestdijk waar zijn moeder trouwde met een weduwnaar. Ter Welle was lid van de Gereformeerde Kerken in Nederland, ondervond een geloofsverdieping bij de groep Verdieping en Aktivering en kwam tot een persoonlijk geloof via het werk van Open Doors-oprichter Anne van der Bijl. In Schotland volgde hij een Bijbelschool van de Wereld Evangelisatie Kruistocht (WEK). De opleiding duurde drie jaar.
Nadat Ter Welle terugkwam in Nederland organiseerde hij samen met Jan Willem van der Hoeven bijeenkomsten met onder andere Corrie ten Boom. Bij deze bijeenkomsten waren  prinses Margriet en prinses Marijke betrokken. Daarna ging Ter Welle aan het werk als kinderwerker in Hees. Op 27 maart 1962 trouwde hij met Els de Jonge. Zij kregen samen met zes kinderen.
Samen met zijn vrouw Els ging Ter Welle door met zijn kinderwerk. Ze begonnen kampen te organiseren. In 1965 kochten zij voor hun werk de villa In de Ruimte te Soest met omliggende grond.
In 1969 begon Ter Welle een evangelische gemeente onder dezelfde naam. Op haar hoogtepunt telde deze vijfhonderd leden. In 1974 besloot Ter Welle, na het horen van een preek van de Amerikaans-Britse zendeling George Verwer, om een Bijbelschool te beginnen. Op het terrein kwamen verschillende barakken te staan waarin de verschillende medewerkers en Bijbelschoolstudenten waren gehuisvest.
Ter Welle zette zich ook in voor de erkenning van evangelisch onderwijs als richting en kreeg dat uiteindelijk voor elkaar. In 1988 werd de Stichting Evangelisch Bijbelgetrouw Voortgezet Onderwijs opgericht vanuit In de Ruimte. Daaruit kwamen later de Passie-Scholen voort.
In de jaren tachtig ontstond er onenigheid binnen de organisatie. Verschillende leden van In de Ruimte waren het niet eens  met het - in hun ogen ongezonde en ondoorzichtige - financiële beleid dat er gevoerd werd door met name Ter Welle. Dit resulteerde in een afsplitsing van een groot aantal van de leden, die verder gingen als de Christengemeente Soest.
In 1998 ging In de Ruimte failliet. Dat kwam vooral door een te optimistische budgettering. Het einde van In de Ruimte ging met veel persoonlijk leed gepaard. Er volgden tuchtmaatregelen tegen Ter Welle en zijn vrouw. In juli 2006 werd in een speciale bijeenkomst een verzoening tussen verschillende voormalig leiders van In de Ruimte bewerkstelligd. De tuchtmaatregelen tegen Ter Welle werden hierbij ingetrokken.
Ter Welle leed de laatste jaren van zijn leven aan dementie.